# Camponotus ilgii
Camponotus ilgii é uma espécie de inseto do gênero Camponotus, pertencente à família Formicidae.